# Чайковський Ігор Геннадійович
І́гор Генна́дійович Чайко́вський (7 жовтня 1991, Чернівці, Україна) — український футболіст, півзахисник.

## Життєпис

### Ранні роки
Футболом розпочав займатися у чернівецькій ДЮСШ №2, де його тренером був Юрій Іванович Лепестов. Згодом ази футболу осягав у футбольній школі чернівецької «Буковини» та (з 2005 року) дитячо-юнацькій футбольній академії донецького «Шахтаря». У дитячо-юнацькій футбольній лізі провів за «Буковину» 9 матчів, забив 5 голів, за «Шахтар» 77 матчів, 18 голів.

### Ігрова кар'єра
У 2008 році дебютував у професійному футболі, провівши 6 матчів у складі команди «Шахтар-3» у другій лізі чемпіонату України. Того ж року почав виступи у першості дублерів українського чемпіонату (дебют — 25 квітня 2008 року у матчі проти дублерів львівських «Карпат», нічия 2:2). Загалом провів за дубль «Шахтаря» 41 гру, має в активі 3 забитих голи.
На початку 2010 року перейшов на правах оренди до луганської «Зорі». В українській прем'єр-лізі дебютував 28 лютого 2010 року, вийшовши у стартовому складі в грі «Зорі» проти дніпропетровського «Дніпра». У складі луганців швидко став основним гравцем команди, провівши за рік 29 матчів.
На початку 2011 року перейшов на правах оренди до маріупольського «Іллічівця», де також став основним гравцем і провів півтора року. Перед початком сезону 2012/13 клуб викупив контракт гравця, але вже в кінці серпня 2012 року Чайковський був відданий в оренду до луганської «Зорі».

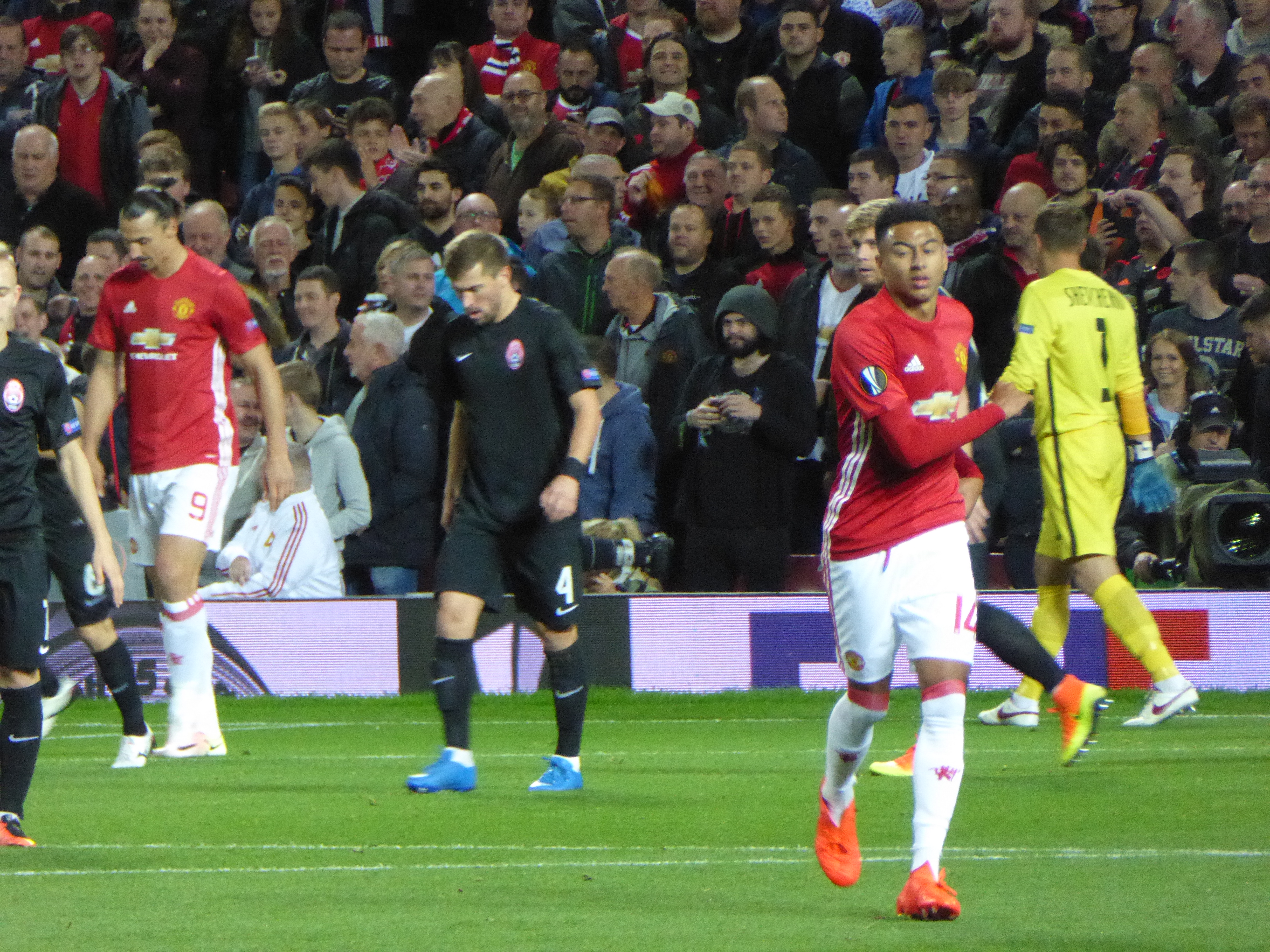
Ігор в матчі групового етапу Ліги Європи УЄФА проти «Манчестер Юнайтед» («Олд-Траффорд», вересень 2016 року).

Влітку 2013 року підписав із «Зорею» повноцінний контракт, розрахований на три роки. Влітку 2017 року перейшов до російського клубу «Анжи» з Махачкали. Потім знову повернувся до складу «Зорі». Всього за луганський клуб півзахисник провів 142 матчі (3 голи та 4 гольові передачі). Протягом декількох сезонів у складі «Зорі» виступав у Лізі Європи УЄФА.
В 2021 році виступав в клубах: «Інгулець» та «Полісся». У серпні 2022 року підписав контракт з рідним клубом «Буковина», але згодом отримав пропозицію від клубу Прем’єр-ліги (харківський «Металіст»), за який провів 16 поєдинків у рамках елітного дивізіону України. Після чого повернувся до рідного чернівецького клубу, який виступав у рамках першої української ліги. В першій частині сезону був капітаном команди. В літнє міжсезоння 2024 року завершив співпрацю з клубом. Загалом у складі рідної команди в період 2022, 2023—2024 років Ігор провів 22 офіційних поєдинка.

#### Виступи за збірні
Запрошувався у юнацькі збірні України різних вікових категорій, дебют у футболці збірної — 8 червня 2007 року у матчі збірної України (U-16) проти однолітків з Японії (перемога 4:0).
У складі збірної України U19 — чемпіон Європи 2009 року. В рамках фінальної частини чемпіонату, що проходила в Донецьку і Маріуполі, провів три матчі з п'яти загальнокомандних, включаючи півфінал проти збірної Сербії та фінальний матч проти англійців.
З вересня 2010 до червня 2012 року був гравцем молодіжної збірної України. Загалом в складі юнацьких та молодіжних збірних України провів 44 матчі, в яких відзначився 9 голами.

## Досягнення
«Зоря» (Луганськ)
- Фіналіст Кубка України: 2015/16
- Бронзовий призер чемпіонату України: 2016/17

Збірна України U-19
- Чемпіон Європи (U-19): 2009

## Статистика
Станом на 1 червня 2024 року
| Україна                   | Матчі | Кількість забитих м'ячів |
| ------------------------- | ----- | ------------------------ |
| Прем'єр-ліга              | 165   | 3                        |
| Кубок                     | 14    | 0                        |
| Перша ліга                | 39    | 0                        |
| Друга ліга                | 6     | 0                        |
| Всього                    | 224   | 3                        |
| Молодіжний чемпіонат      | 59    | 4                        |
| ДЮФЛ                      | 86    | 23                       |
| Всього                    | 145   | 27                       |
| Росія                     | Матчі | Кількість забитих м'ячів |
| Прем'єр-ліга              | 13    | 0                        |
| Кубок                     | 2     | 0                        |
| Всього                    | 15    | 0                        |
| Єврокубки                 | Матчі | Кількість забитих м'ячів |
| Ліга Європи УЄФА (Гр. е.) | 5     | 0                        |
| Ліга Європи УЄФА (Кв.)    | 9     | 0                        |
| Всього                    | 14    | 0                        |
| Збірна України            | Матчі | Кількість забитих м'ячів |
| U-16 / U-17               | 12    | 1                        |
| U-18 / U-19               | 21    | 6                        |
| U-20 / U-21               | 11    | 2                        |
| Всього                    | 44    | 9                        |
| Всього за кар'єру         | 442   | 39                       |